# Монастирські жестові мови
Монастирські жестові мови вперше зафіксовані в Х столітті, і з того часу використовувалися у християнських споглядальних монастирях. Сьогодні продовжують використовуватися в бенедиктинських, траппістських та цистерціанських монастирях. При цьому в окремих орденах використовуються різні мови.

## Особливості
У чернечому середовищі жестові мови є основним засобом спілкування, але при цьому їхня граматика рудиментарна, а кількість жестів вкрай обмежена (деякі жести залишаються незмінними впродовж століть). Хоча ченці практично не користуються звуковою мовою, в однонаціональних монастирях вона робить значний вплив на жестову мову. Так, серед цистерціанців США для позначення прийменників for 'для' і to 'до' використовуються знаки для схожі співзвучних числівників four 'чотири' і two 'два'.

## Діалекти
- бенедиктинський діалект
  - клюнійський варіант
- англо-саксонська монастирська жестова мова (мертва)
- августинська діалект (мертва)
  - дублінський варіант (мертва)
  - ранньокатедральний варіант (мертва)
  - паризький варіант (мертва)
- цистерціанський діалект
- траппістський діалект